# Elisabeth Whitworth Scott
Elisabeth Whitworth Scott (20 Setembre 1898, Bournemouth, Anglaterra – 19 Juny 1972, Poole en Dorset, Anglaterra) arquitecta anglesa que va guanyar en 1928 el concurs internacional per a la construcció del nou Teatre Shakespeare Memorial en Stratford-upon-Avon, Anglaterra. Va ser l'única dona en una competència de més de 70 arquitectes i la primera dona a projectar un edifici públic a Anglaterra.

## Obres
Scott, Shepherd i Breakwell van crear una nova societat i van ser responsables de diversos projectes com:
- “Class I House”, part de la Exposició Modern Homes en Gidea Park a Londres en 1934 per demostrar a les autoritats d'habitatge i planificació, constructors i el públic en general les millores fetes en l'habitatge modern. La intenció era elevar el nivell de l'habitatge, tant a Londres i els suburbis i en la resta de Gran Bretanya.
- Alberg per a cotxes, The Wharrie a Londres, en 1935.
- Jardí d'Infants Homer Farm en Henley, en 1936.
- Edifici Fawcett a Newham College de Cambridge, en 1938, que va incloure la remodelació d'algunes habitacions als edificis antics i l'addició d'un nou bloc d'habitacions i noves instal·lacions sanitàries.

## Premis i reconeixements
Va guanyar en 1928 el concurs internacional per a la construcció del nou Teatre Royal Shakespeare en Stratford-upon-Avon.